# Pink Sport Time 2016-2017
Questa voce raccoglie le informazioni riguardanti l'Associazione Sportiva Dilettantistica Pink Sport Time nelle competizioni ufficiali della stagione 2016-2017.

## Stagione
Dopo la retrocessione dalla Serie A, il Pink Sport Time ritorna in cadetteria per la stagione entrante affidando la direzione tecnica al nuovo allenatore Roberto D'Ermilio dopo che Isabella Cardone artefice della promozione e delle due stagioni nella massima serie del campionato italiano, lascia la panchina della squadra per assumere ruoli dirigenziali.

## Organigramma societario
Area tecnica
- Allenatore: Roberto D'Ermilio
- Allenatore in seconda: Liso Donato
- Preparatore atletico: Giovanni De Gennaro
- Preparatore dei portieri: Giosafatte Strambelli
- Responsabile sviluppo area femminile: Isabella Cardone

## Rosa
Rosa e ruoli tratti dal sito ufficiale della società, sono aggiornati al 15 gennaio 2016.
| N. |                   | Ruolo | Calciatrice         |
| -- | ----------------- | ----- | ------------------- |
|    | Italia (bandiera) | P     | Roberta Aprile      |
|    | Italia (bandiera) | P     | Francesca Sforza    |
|    | Italia (bandiera) | P     | Rebecca Difronzo    |
|    | Italia (bandiera) | D     | Ilaria Capitanelli  |
|    | Italia (bandiera) | D     | Martina Di Bari     |
|    | Italia (bandiera) | D     | Alessia Maffei      |
|    | Italia (bandiera) | D     | Maira Orsola Marino |
|    | Italia (bandiera) | D     | Antonella Marrone   |
|    | Italia (bandiera) | D     | Debora Novellino    |
|    | Italia (bandiera) | D     | Francesca Quazzico  |
|    | Italia (bandiera) | D     | Roberta Ruscitto    |
|    | Italia (bandiera) | D     | Francesca Soro      |
|    | Italia (bandiera) | C     | Carmela Anaclerio   |

| N. |                   | Ruolo | Calciatrice           |
| -- | ----------------- | ----- | --------------------- |
|    | Italia (bandiera) | C     | Marica Bitetto        |
|    | Italia (bandiera) | C     | Veronica Cangiano     |
|    | Italia (bandiera) | C     | Lucia Ceci            |
|    | Italia (bandiera) | C     | Laura Libutti         |
|    | Italia (bandiera) | C     | Noemi Montemurro      |
|    | Italia (bandiera) | C     | Jenny Piro (capitano) |
|    | Italia (bandiera) | C     | Lucia Strisciuglio    |
|    | Italia (bandiera) | A     | Giusy Bassano         |
|    | Italia (bandiera) | A     | Giovanna Buono        |
|    | Italia (bandiera) | A     | Noemi Manno           |
|    | Italia (bandiera) | A     | Angelica Parascandolo |
|    | Italia (bandiera) | A     | Marina Rogazione      |

## Calciomercato
| Acquisti | Acquisti              | Acquisti          | Acquisti   |
| R.       | Nome                  | da                | Modalità   |
| -------- | --------------------- | ----------------- | ---------- |
| A        | Giuseppa Bassano      |                   | svincolata |
| A        | Angelica Parascandolo | Napoli Dream Team | definitivo |

| Cessioni | Cessioni           | Cessioni             | Cessioni |
| R.       | Nome               | a                    | Modalità |
| -------- | ------------------ | -------------------- | -------- |
| P        | Giuseppina Di Bari | Apulia Trani         |          |
| P        | Mimma Fazio        | Atletico Oristano    |          |
| D        | Eleonora Cunsolo   | Cuneo                |          |
| D        | Antonella Morra    | Roma CF              |          |
| C        | Eleonora Prost     | Reggiana             |          |
| C        | Penelope Riboldi   | Chieti               |          |
| A        | Romina Pinna       | San Bernardo Luserna |          |
| A        | Veronica Privitera | Roma CF              |          |

## Risultati

### Serie B

#### Girone di andata
| Arbitro: | Luigi Junior Palmieri (Avellino) |

|                                                   |           |                |
| Manno 2’ Bassano 3’, 12’, 29’, 32’, 68’ Buono 84’ | Marcatori | 55’ Bartolucci |

| Arbitro: | Gianluca Catanzaro (Catanzaro) |

|  |           |          |
|  | Marcatori | 43’ Piro |

| Arbitro: | Niccolò Fucci (Salerno) |

|                                        |           |  |
| Bassano 23’ Manno 31’ Parascandolo 64’ | Marcatori |  |

| Arbitro: | Maria Teresa Travascio (Moliterno) |

|  |           |                                |
|  | Marcatori | 16’, 48’ Strisciuglio 40’ Piro |

| Arbitro: | Giuseppe Rispoli (Locri) |

|                                          |           |  |
| Strisciuglio 33’, 63’ Ceci 85’ Manno 90’ | Marcatori |  |

| Arbitro: | Stefania Menicucci (Lanciano) |

|  |           |                          |
|  | Marcatori | Strisciuglio 90’ Bassano |

| Arbitro: | Cristian Robilotta (Sala Consilina) |

|                           |           |  |
| Soro 46’ Strisciuglio 56’ | Marcatori |  |

| Arbitro: | Carla Ortu (Cagliari) |

|  |           |                           |
|  | Marcatori | 18’ Manno 19’ (rig.) Piro |

| Arbitro: | Stefania Genoveffa Signorelli (Paola) |

|  |           |                                        |
|  | Marcatori | 20’ Parascandolo 48’, 72’ Strisciuglio |

| Arbitro: | Gilberto Gregoris (Pescara) |

|                                       |           |  |
| Bassano 26’ Soro 33’ Strisciuglio 80’ | Marcatori |  |

| Arbitro: | Gabriele Restaldo (Ivrea) |

|                                           |           |                      |
| Proietti 18’ (rig.) Visentin 34’ Lorè 60’ | Marcatori | 82’ (rig.) Rogazione |

#### Girone di ritorno
| Arbitro: | Carla Ortu (Cagliari) |

|                            |           |                                                                  |
| Carrarini 7’ Fortunati 88’ | Marcatori | 25’ Strisciuglio 36’, 46’ Bassano 39’ Manno 55’ (rig.) Rogazione |

| Arbitro: | Mattia Ubaldi (Roma 1) |

|                                                                        |           |  |
| Manno 11’, 78’ (rig.) Parascandolo 54’ Rogazione 84’ Todaro 86’ (aut.) | Marcatori |  |

| Arbitro: | Cristian Robilotta (Sala Consilina) |

|  |           |                                              |
|  | Marcatori | 26’, 65’ Rogazione 34’ Soro 42’ Parascandolo |

| Arbitro: | Vincenzo Matera (Matera) |

|                  |           |  |
| Parascandolo 13’ | Marcatori |  |

| Arbitro: | Gilberto Gregoris (Pescara) |

|  |           |                    |
|  | Marcatori | 27’ Manno 56’ Piro |

| Arbitro: | Stefano Milone (Taurianova) |

|                                                          |           |                     |
| Rogazione 50’ (rig.) Parascandolo 62’ Bassano 75’ (rig.) | Marcatori | 7’ Risina 22’ Russo |

| Arbitro: | Samuele Andreano (Prato) |

|  |           |                            |
|  | Marcatori | 32’ Piro 67’, 80’ Quazzico |

| Arbitro: | Maria Teresa Travascio (Moliterno) |

|                                                    |           |  |
| Piro 15’ Manno 18’, 27’, 93’ Bassano 44’, 46’, 76’ | Marcatori |  |

| Arbitro: | Luca D'Urso (Salerno) |

|                                          |           |  |
| Parascandolo 29’, 32’ Rogazione 33’, 73’ | Marcatori |  |

| Arbitro: | Augusto Quattrociocchi (Latina) |

|  |           |                                                             |
|  | Marcatori | 2’, 14’ (rig.) Piro 18’ Manno 78’ Quazzico 81’ Parascandolo |

| Arbitro: | Domenico Castellone (Napoli) |

|                                         |           |              |
| Manno 16’ Quazzico 49’ Strisciuglio 95’ | Marcatori | 54’ Proietti |

#### Play-off
| Arbitro: | Valerio Crezzini (Siena) |

|                                                  |                      |                                                 |
| Pittaccio 107’                                   | Marcatori            | 104’ Ceci                                       |
| Pittaccio Morra Lorè Cortelli Proietti Castiello | Tiri di rigore 5 – 6 | Ceci Manno Rogazione Parascandolo Piro Cangiano |

### Coppa Italia

#### Primo turno
Accoppiamento A27
| Arbitro: | Alessandro Carrer (Barletta) |

|             |           |  |
| Bassano 60’ | Marcatori |  |

| Arbitro: | Adolfo Baratta (Rossano) |

|            |           |                      |
| D'Oria 61’ | Marcatori | 36’ Bassano 87’ Soro |

#### Secondo turno
| Arbitro: | Domenico Castellone (Napoli) |

|                                  |                      |                                              |
| Piro Quazzico Bassano Manno Ceci | Tiri di rigore 3 – 2 | Sibilano Sgaramella Iorio Riccio Del Vecchio |

#### Terzo turno
| Arbitro: | Stefania Signorelli (Paola) |

|                                          |                      |                                         |
| Ceci Bassano Rogazione Parascandolo Piro | Tiri di rigore 5 – 3 | Di Giammarino Ciccotti Simonetti Labate |

#### Quarti di finale
| Arbitro: | Senthuran Lingamoorthy (Genova) |

|                                                                                             |           |  |
| Mauro 6’, 8’, 22’ Bonetti 28’, 38’, 45’ (rig.) Salvatori Rinaldi 36’, 61’ Ferrandi 53’, 56’ | Marcatori |  |

## Statistiche

### Statistiche di squadra
| Competizione | Punti | In casa | In casa | In casa | In casa | In casa | In casa | In trasferta | In trasferta | In trasferta | In trasferta | In trasferta | In trasferta | Totale | Totale | Totale | Totale | Totale | Totale | DR  |
| Competizione | Punti | G       | V       | N       | P       | Gf      | Gs      | G            | V            | N            | P            | Gf           | Gs           | G      | V      | N      | P      | Gf     | Gs     | DR  |
| ------------ | ----- | ------- | ------- | ------- | ------- | ------- | ------- | ------------ | ------------ | ------------ | ------------ | ------------ | ------------ | ------ | ------ | ------ | ------ | ------ | ------ | --- |
| Serie B      | 63    | 11      | 11      | 0       | 0       | 42      | 4       | 11           | 10           | 0            | 1            | 31           | 5            | 22     | 21     | 0      | 1      | 73     | 9      | +84 |
| Coppa Italia | -     | 3       | 3       | 0       | 0       | 1       | 0       | 2            | 1            | 0            | 1            | 2            | 11           | 5      | 4      | 0      | 1      | 3      | 11     | -8  |
| Totale       | -     | 14      | 14      | 0       | 0       | 43      | 4       | 13           | 11           | 0            | 2            | 33           | 16           | 27     | 25     | 0      | 2      | 76     | 20     | +56 |

### Andamento in campionato
| Giornata  | 1 | 2 | 3 | 4 | 5 | 6 | 7 | 8 | 9 | 10 | 11 | 12 | 13 | 14 | 15 | 16 | 17 | 18 | 19 | 20 | 21 | 22 |
| --------- | - | - | - | - | - | - | - | - | - | -- | -- | -- | -- | -- | -- | -- | -- | -- | -- | -- | -- | -- |
| Luogo     | C | T | C | T | C | T | C | T | T | C  | T  | T  | C  | T  | C  | T  | C  | T  | C  | C  | T  | C  |
| Risultato | V | V | V | V | V | V | V | V | V | V  | P  | V  | V  | V  | V  | V  | V  | V  | V  | V  | V  | V  |
| Posizione | 1 | 1 | 1 | 1 | 1 | 1 | 1 | 1 | 1 | 1  | 2  | 2  | 2  | 2  | 2  | 2  | 2  | 2  | 2  | 2  | 2  | 1  |

Legenda:

Luogo: C = Casa; T = Trasferta. Risultato: V = Vittoria; N = Pareggio; P = Sconfitta.

### Statistiche delle giocatrici
| Giocatore       | Serie B  | Serie B | Serie B     | Serie B    | Coppa Italia | Coppa Italia | Coppa Italia | Coppa Italia | Totale   | Totale | Totale      | Totale     |
| Giocatore       | Presenze | Reti    | Ammonizioni | Espulsioni | Presenze     | Reti         | Ammonizioni  | Espulsioni   | Presenze | Reti   | Ammonizioni | Espulsioni |
| --------------- | -------- | ------- | ----------- | ---------- | ------------ | ------------ | ------------ | ------------ | -------- | ------ | ----------- | ---------- |
| C. Anaclerio    | 0        | 0       | 0           | 0          | 2            | 0            | 1            | 0            | 2        | 0      | 1           | 0          |
| R. Aprile       | 19+1     | -6      | 2           | 0          | 4            | -10          | 0            | 0            | 24       | -16    | 2           | 0          |
| G. Bassano      | 22+1     | 11      | 3           | 0          | 4            | 2            | 0            | 0            | 27       | 13     | 3           | 0          |
| M. Bitetto      | 12       | 0       | 1           | 0          | 1            | 0            | 0            | 0            | 13       | 0      | 1           | 0          |
| G. Buono        | 10       | 1       | 1           | 0          | 2            | 0            | 0            | 0            | 12       | 1      | 1           | 0          |
| V. Cangiano     | 19+1     | 0       | 3           | 0          | 2            | 0            | 0            | 0            | 22       | 0      | 3           | 0          |
| I. Capitanelli  | 2        | 0       | 0           | 0          | 1            | 0            | 0            | 0            | 3        | 0      | 0           | 0          |
| L. Ceci         | 20+1     | 1+1     | 0           | 0+1        | 5            | 0            | 0            | 0            | 26       | 2      | 0           | 1          |
| M. Di Bari      | 7        | 0       | 0           | 0          | 2            | 0            | 0            | 0            | 9        | 0      | 0           | 0          |
| R. Difronzo     | 1        | 0       | 0           | 0          | -            | -            | -            | -            | 1        | 0      | 0           | 0          |
| L. Libutti      | 5        | 0       | 0           | 0          | 2            | 0            | 0            | 0            | 7        | 0      | 0           | 0          |
| A. Maffei       | 5        | 0       | 0           | 0          | 0            | 0            | 0            | 0            | 5        | 0      | 0           | 0          |
| N. Manno        | 22+1     | 8       | 1           | 0          | 3            | 0            | 0            | 0            | 26       | 8      | 1           | 0          |
| M. O. Marino    | 1        | 0       | 0           | 0          | -            | -            | -            | -            | 1        | 0      | 0           | 0          |
| A. Marrone      | 20+1     | 0       | 1           | 0          | 3            | 0            | 0            | 0            | 24       | 0      | 1           | 0          |
| N. Montemurro   | 9        | 0       | 0           | 0          | 1            | 0            | 0            | 0            | 10       | 0      | 0           | 0          |
| D. Novellino    | 21+1     | 0       | 1           | 0          | 5            | 0            | 0            | 0            | 27       | 0      | 1           | 0          |
| A. Parascandolo | 18+1     | 5       | 1           | 0+1        | 5            | 0            | 0            | 0            | 24       | 5      | 1           | 1          |
| J. Piro         | 17+1     | 5       | 1           | 1          | 5            | 0            | 1            | 0            | 23       | 5      | 2           | 1          |
| F. Quazzico     | 17+1     | 2       | 3           | 0          | 5            | 0            | 0            | 0            | 23       | 2      | 3           | 0          |
| M. Rogazione    | 11+1     | 7       | 0           | 0          | 3            | 0            | 0            | 0            | 15       | 7      | 0           | 0          |
| R. Ruscitto     | 0        | 0       | 0           | 0          | 1            | 0            | 0            | 0            | 1        | 0      | 0           | 0          |
| F. Sforza       | 4        | -2      | 0           | 0          | 3            | 2            | 0            | 0            | 7        | 0      | 0           | 0          |
| F. Soro         | 20+1     | 3       | 3           | 0          | 5            | 2            | 0            | 0            | 26       | 5      | 3           | 0          |
| L. Strisciuglio | 22+1     | 10      | 2           | 0          | 4            | 0            | 1            | 0            | 27       | 10     | 3           | 0          |